# Magnus 1. af Sachsen-Lauenburg
Magnus 1. af Sachsen-Lauenburg (1. januar 1488 – 1. august 1543) var hertug af Sachsen-Lauenburg fra 1507 til sin død i 1543.
Han var søn af hertug Johan 5. af Sachsen-Lauenburg og Dorothea af Brandenburg. Han var far til Dronning Dorothea af Danmark, gift med Christian 3. af Danmark  og Dronning Katarina af Sverige, gift med kong Gustav Vasa af Sverige.
Han blev hertug, da hans far Hertug Johan 5. døde i 1507. Han blev efterfulgt som hertug af sin eneste søn Frans.

## Liv og gerning
Hertug Magnus indførte den reformerte lære i Sachsen-Lauenburg. Han havde i alt tolv søskende, men var den eneste i søskendeskaren til at føre linjen Lauenburg videre.
Magnus var indblandet i stridigheder med ærkestiftet Bremen og stiftet Ratzeburg.

### Striden med Ærkestiftet Bremen
Ærkebispedømmet Bremen krævede overhøjhed over de frisiske landskaber på begge sider af Jade, desuden over landene Hadeln og Wursten. Ærkebispedømmet støttede sig på et af Karl den store i 788 udfærdet brev til Bremen - et brev som under årenes løb var gået i glemmebogen men som nu var blevet "genfundet" og dermed gav ærkebispedømmet legitimitet i sit krav. Dette brev har senere vist sig at være forfalsket. Landene Hadeln og Wursten lød på dette tidpunkt under hertugerne af Sachsen-Lauenburg. Ledsaget af faderen stod Magnus derfor i 1498 i spidsen for et hæärtog mod Bremen, og det følgende år drog hæren ind i Wursten-landet. Til trods fø, at dette sidst nævnte hærtog ikke blev særligt vellykket set fra Magnus' side, kunne han i hvert fald hævde sin besiddelse af landet Hadeln. Striden om Wursten skulle afgøres af kejseren, idet hertugerne Erich og Heinrich af Braunschweig måtte fungere som formidlere.

### Striden med Ratzeburg
Striden med Stiftet Ratzeburg handlede ligeledes om krav og rettigheder. For Magnus' vedkommende endte det med en forskrækkelse: Magnus blev bandlyst af kirken, og hele hans land belagdes med interdikt. Først i 1519 opnåedes et forlig, udvirket af biskop Johann af Lübeck og hertugerne af Mecklenburg.
Det sachsiske hertughus havde i lang tid indbyrdes været i strid om kurfyrstelige rettigheder. Magnus var den første af Sachsen-Lauenburgs hertuger, der afstod fra kurfyrstelige ambitioner. Han førte aldrig kurfyrstelig titel og i sit våben fandtes intet kurfyrsteligt sværd.
Den 12. november 1530 forlenedes Magnus med sit hertugdømme med regalierne af kejser Karl V ved rigsdagen i Augsburg.

## Ægteskab og børn
Magnus giftede sig i november 1509 med Katharina af Braunschweig-Wolfenbüttel (1488–1563). Parret fik følgende børn:
1. Frans (ca 1510–1581), hertug af Sachsen-Lauenburg
2. Dorothea (1511–1571), gift med Christian 3. af Danmark og Norge
3. Katarina (1513–1535), gift med Gustav Vasa af Sverige
4. Clara (1518–1576), gift med Frans af Braunschweig-Gifhorn
5. Sophie (1521–1571), gift med Anton 1. af Oldenburg-Delmenhorst
6. Ursula (ca. 1523–1577), gift med Heinrich V af Mecklenburg-Schwerin